# Premis Oscar de 2020
Els Premis Oscar de 2020, organitzats per l'Acadèmia de les Arts i les Ciències Cinematogràfiques, guardonaran les millors pel·lícules estrenades entre el 1r de gener de 2020 i el 28 de febrer de 2021. La gala va ser retransmesa als Estats Units per la cadena de televisió ABC i va tenir lloc a Los Angeles, tant al Dolby Theatre com al Union Station, el 25 d'abril de 2021, dos mesos més tard del previst originalment, a causa de l'impacte de la pandèmia de COVID-19. Les nominacions es van anunciar el 15 de març de 2021.

## Premis i nominacions
Els nominats pels 93ns Premis Oscar van ser anunciats el 15 de març de 2021, en una retransmissió global a la pàgina web oficial, per Priyanka Chopra i Nick Jonas.

### Premis
Els guanyadors estan destacats en negreta:
| Millor pel·lícula | Millor direcció |
| --- | --- |
| - Nomadland – Frances McDormand, Peter Spears, Mollye Asher, Dan Javey, i Chloé Zhao - The Father – David Parfitt, Jean-Louis Livi, i Philippe Carcassonne - Judas and the Black Messiah – Shaka King, Charles D. King, i Ryan Coogler - Mank – Ceán Chaffin, Eric Roth, i Douglas Urbanski - Minari – Christina Oh - Promising Young Woman – Ben Browning, Ashley Fox, Emerald Fennell, i Josey McNamara - Sound of Metal – Bert Hamelinick i Sacha Ben Harroche - The Trial of the Chicago 7 – Marc Platt i Stuart Besser | - Chloé Zhao – Nomadland - Lee Isaac Chung – Minari - Emerald Fennell – Promising Young Woman - David Fincher – Mank - Thomas Vinterberg – Another Round |
| Millor actor | Millor actriu |
| - Anthony Hopkins – The Father com a Anthony - Riz Ahmed – Sound of Metal com a Ruben Stone - Chadwick Boseman (nominat pòstum) – Ma Rainey's Black Bottom com a Levee Green - Gary Oldman – Mank com a Herman J. Mankiewicz - Steven Yeun – Minari com a Jacob Yi | - Frances McDormand – Nomadland com a Fern - Viola Davis – Ma Rainey's Black Bottom com a Ma Rainey - Andra Day – The United States vs. Billie Holiday com a Billie Holiday - Vanessa Kirby – Pieces of a Woman com a Martha Weiss - Carey Mulligan – Promising Young Woman com a Cassandra «Cassie» Thomas |
| Millor actor secundari | Millor actriu secundària |
| - Daniel Kaluuya – Judas and the Black Messiah com a Fred Hampton - Sacha Baron Cohen – The Trial of the Chicago 7 com a Abbie Hoffman - Leslie Odom Jr. – One Night in Miami… com a Sam Cooke - Paul Raci – Sound of Metal com a Joe - Lakeith Stanfield – Judas and the Black Messiah com a William «Bill» O'Neal | - Youn Yuh-jung – Minari com a Soon-ja - Maria Bakalova – Borat Subsequent Moviefilm: Delivery of Prodigious Bribe to American Regime for Make Benefit Once Glorious Nation of Kazakhstan com a Tutar Sagdiyev - Glenn Close – Hillbilly Elegy com a Bonnie «Mamaw» Vance - Olivia Colman – The Father com a Anne - Amanda Seyfried – Mank com a Marion Davies |
| Millor guió original | Millor guió adaptat |
| - Promising Young Woman – Emerald Fennell - Judas and the Black Messiah – Guió de Will Berson i Shaka King; història de Will Berson, Shaka King, Keith Lucas, i Kenny Lucas - Minari – Lee Isaac Chung - Sound of Metal – Guió de Darius Marder i Abraham Marder; història de Darius Marder i Derek Cianfrance - The Trial of the Chicago 7 – Aaron Sorkin | - The Father – Christopher Hampton i Florian Zeller, basada en l'obra de teatre de Zeller - Borat Subsequent Moviefilm: Delivery of Prodigious Bribe to American Regime for Make Benefit Once Glorious Nation of Kazakhstan – Guió de Sacha Baron Cohen, Anthony Hines, Dan Swimer, Peter Baynham, Erica Rivinoja, Dan Mazer, Jena Friedman, i Lee Kern; història de Baron Cohen, Hines, Swimer, i Nina Pedrad; basada en el personatge de Borat Sagdiyev de Baron Cohen - Nomadland – Chloé Zhao, basada en el llibre de Jessica Bruder - One Night in Miami… – Kemp Powers, basada en la seva obra de teatre - The White Tiger – Ramin Bahrani, basada en la novel·la d'Aravind Adiga |
| Millor pel·lícula d'animació | Millor pel·lícula de parla no anglesa |
| - Soul – Pete Docter i Dana Murray - Onward – Dan Scanlon i Kori Rae - Over the Moon – Glen Keane, Gennie Rin, i Peilin Chou - A Shaun the Sheep Movie: Farmageddon – Richard Phelan, Will Becher, i Paul Kewley - Wolfwalkers – Tomm Moore, Ross Stewart, Paul Young, i Stéphan Roelants | - Another Round (Dinamarca) en danès – dirigida per Thomas Vinterberg - Better Days (Hong Kong) en mandarí – dirigida per Derek Tsang - Collective (Romania) en romanès – dirigida per Alexander Nanau - L'home que es va vendre la pell (Tunísia) en àrab – dirigida per Kaouther Ben Hania - Quo Vadis, Aida? (Bòsnia i Hercegovina) en bosnià – dirigida per Jasmila Žbanić |
| Millor documental | Millor curtmetratge documental |
| - My Octopus Teacher – Pippa Ehrlich, James Reed, i Craig Foster - Collective – Alexander Nanau i Bianca Oana - Crip Camp – Nicole Newnham, Jim LeBrecht i Sara Bolder - The Mole Agent – Maite Alberdi i Marcela Santibáñez - Time – Garrett Bradley, Lauren Domino, i Kellen Quinn | - Colette – Anthony Giacchino i Alice Doyard - A Concerto Is a Conversation – Ben Proudfoot i Kris Bowers - Do Not Split – Anders Hammer i Charlotte Cook - Hunger Ward – Skye Fitzgerald i Michael Shueuerman - A Love Song for Latasha – Sophia Nahali Allison i Janice Duncan |
| Millor curtmetratge | Millor curtmetratge d'animació |
| - Two Distant Strangers – Travon Free i Martin Desmond Roe - Feeling Through – Doug Roland i Susan Ruzenski - The Letter Room – Elvira Lind i Sofia Sondervan - The Present – Farah Nabulsi - White Eye – Tomer Shushan i Shira Hochman | - If Anything Happens I Love You – Will McCormack i Michael Govier - Burrow – Madeline Sharafian i Michael Capbarat - Genius Loci – Adrien Mérigeau i Amaury Ovise - Opera – Eric Oh - Yes-People – Gísli Darri Halldórsson i Arnar Gunnarsson |
| Millor banda sonora | Millor cançó original |
| - Soul – Trent Reznor, Atticus Ross, i Jon Batiste - Da 5 Bloods – Terence Blanchard - Mank – Trent Reznor i Atticus Ross - Minari – Emile Mosseri - News of the World – James Newton Howard | - "Fight for You" de Judas and the Black Messiah – Música de H.E.R. i Dernst Emile II; lletra de H.E.R. i Tiara Thomas - "Hear My Voice" de The Trial of the Chicago 7 – Música de Daniel Pemberton; lletra de Daniel Pemberton i Celeste Waite - "Husavik" de Eurovision Song Contest: The Story of Fire Saga – Música i lletra de Savan Kotecha, Fat Max Gsus, i Rickard Göransson - "Io Sì (Seen)" de The Life Ahead – Música de Diane Warren; lletra de Diane Warren iLaura Pausini - "Speak Now" de One Night in Miami… – Música i lletra de Leslie Odom Jr. i Sam Ashworth |
| Millor so | |
| - Sound of Metal – Nicolas Becker, Jaime Baksht, Michelle Couttolenc, Carlos Cortes, i Philip Bladh - Greyhound – Warren Shaw, Michael Minkler, Beau Borders, i David Wyman - Mank – Ren Klyce, Jeremy Molod, David Parker, Nathan Nance, i Drew Kunin - News of the World – Oliver Tarney, Mike Prestwood Smith, William Miller, i John Pritchett - Soul – Ren Klyce, Coya Elliot, i David Parker | |
| Millor direcció artística | Millor fotografia |
| - Mank – Direcció artística: Donald Graham Burt; Decorats: Jan Pascale - The Father – Direcció artística: Peter Francis; Decorats: Cathy Featherstone - Ma Rainey's Black Bottom – Direcció artística: Mark Ricker; Decorats: Karen O'Hara and Diana Sroughton - News of the World – Direcció artística: David Crank; Decorats: Elizabeth Keenan - Tenet – Direcció artística: Nathan Crowley; Decorats: Kathy Lucas | - Mank – Erik Messerschmidt - Judas and the Black Messiah – Sean Bobbitt - News of the World – Dariusz Wolski - Nomadland – Joshua James Richards - The Trial of the Chicago 7 – Phedon Papamichael |
| Millor maquillatge | Millor vestuari |
| - Ma Rainey's Black Bottom — Sergio López-Rivera, Mia Neal i Jamilka Wilson - Emma — Marese Langan, Laura Allen i Claudia Stolze - Hillbilly, una elegía rural — Patricia Dehaney, Eryn Krueger Mekash i Matthew Mungle - Mank — Kimberley Spiteri, Gigi Williams i Colleen LaBaff - Pinocchio — Mark Coulier, Dalia Colli i Francesco Pegoretti | - Ma Rainey’s Black Bottom – Ann Roth - Emma – Alexandra Byrne - Mank – Trish Summerville - Mulan – Bina Daigeler - Pinocchio – Massimo Cantini Parrini |
| Millor muntatge | Millors efectes visuals |
| - Sound of Metal – Mikkel E.G. Nielsen - The Father – Yorgos Lamprinos - Nomadland – Chloé Zhao - Promising Young Woman – Frédéric Thoraval - The Trial of the Chicago 7 – Alan Baumgarten | - Love and Monsters – Matt Sloan, Genevieve Camailleri, Matt Everitt, i Brian Cox - The Midnight Sky – Matthew Kasmir, Christopher Lawren, Max Solomon, i David Watkins - Mulan – Sean Faden, Anders Langlands, Seth Maury, i Steven Ingram - The One and Only Ivan – Nick Davis, Greg Fisher, Ben Jones, i Santiago Colomo Martinez - Tenet – Andrew Jackson, David Lee, Andrew Lockley, i Scott Fisher |

### Pel·lícules amb múltiples nominacions
| Nominacions | Pel·lícules                 |
| ----------- | --------------------------- |
| 10          | Mank                        |
| 6           | The Father                  |
| 6           | Judas and the Black Messiah |
| 6           | Minari                      |
| 6           | Nomadland                   |
| 6           | Sound of Metal              |
| 6           | The Trial of the Chicago 7  |
| 5           | Ma Rainey's Black Bottom    |
| 5           | Promising Young Woman       |
| 4           | News of the World           |
| 3           | One Night in Miami…         |
| 3           | Soul                        |
| 2           | Another Round               |
| 2           | Borat Subsequent Moviefilm  |
| 2           | Collective                  |
| 2           | Emma                        |
| 2           | Hillbilly Elegy             |
| 2           | Mulan                       |
| 2           | Pinocchio                   |
| 2           | Tenet                       |